# 에두르네
에두르네(Edurne, 1985년 12월 22일 ~ )는 스페인의 가수, 배우, 사회자, 모델이다. 유로비전 송 콘테스트 2015에서 스페인 대표로 참가했다. 2010년부터 현재까지 축구 선수 다비드 데 헤아와 교제하고 있다.